# Johannes Gandil

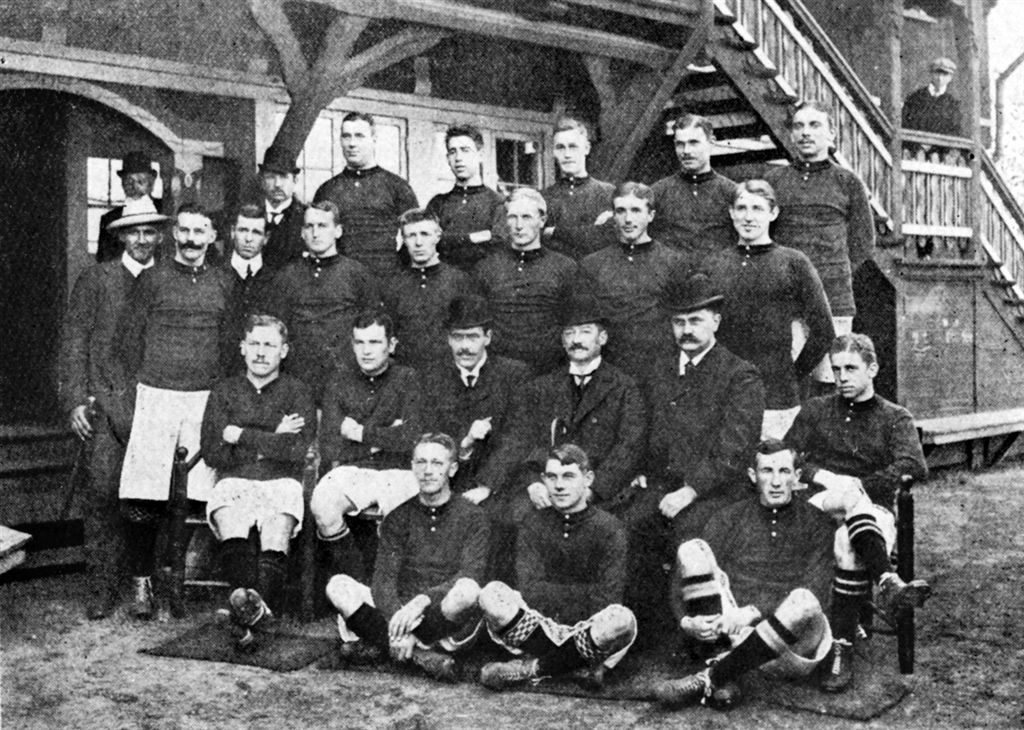

Johannes Gandil (Ringe, 21 de maio de 1873 - 7 de março de 1956) foi um futebolista dinamarquês, medalhista olímpico.
Johannes Gandil competiu nos Jogos Olímpicos de Verão de 1908 em Londres. Ele ganhou a medalha de prata, Em Paris 1900 competiu no atletismo.